# Lucrecia Undurraga Solar
Lucrecia Undurraga Solar (Illapel, 1841 - Santiago de Xile, 1901) va ser una escriptora xilena que va editar dues publicacions literàries periòdiques i va obrir camí a altres dones a entrar en l'àmbit cultural xilè.
Bona part de la seva vida va ser a Illapel, a 300 km de Santiago de Xile, on es va casar amb José Manuel Somarriva Berganza, que es va dedicar al negoci de la mineria a la regió d'Illapel, i amb qui van tenir un fill, Marcelo Somarriva Undurraga. El seu marit morí aviat, i ella esdevingué una viuda jove amb una posició econòmica còmoda sense formar part de l'aristocràcia.
Va decidir instal·lar-se a Valparaíso i Santiago de Xile, on seria reconeguda pels seus contemporanis. A la dècada del 1870 formava part de l'ambient cultural xilè, amb publicacions regulars a partir del 1875 i fins que va morir. Les seves primeres obres publicades són composicions literàries a la Revista del Pacífico, Sud Amèrica, Revista de Chile i La Lectura.
Com editora va publicar dos diaris. Impulsà el diari literari setmanal La Brisa de Chile (1875-1876). Però sobretot destacà la seva direcció del literari il·lustrat La Mujer (1877-1878), on va fer una campanya a favor de l'educació científica de les joves. A un editorial de la publicació explicava que l'objectiu del diari era "despertar la consciència de la dona i lluitar contra les forces poderoses, aplegades al seu voltant per costums inveterades, per obtenir la igualtat de facultats com una conquesta intel·ligent d'una educació en igualtat de facultats que una educació deficient i mesquina endarrereix cada dia".
Va escriure assajos, discursos, obres teatrals, contes i articles periodístics. Destaca el discurs La Caridad (1877), novel·les com El Ramo de Violetas (1877) o La Mujer que no come i articles com La Educación de la Mujer, cartas a don Luis Rodríguez Velasco o Nuevos Horizontes para la mujer.